# Guillermo Kalbreyer
Wilhelm (Guillermo) Kalbreyer (1847–1912) fue un alemán recolector de plantas que fue enviado por James Veitch & Sons de Chelsea, Londres para recoger nuevas plantas en África occidental y América del Sur.
Según Hortus Veitchii, en la historia familiar Veitch:

"Guillermo Kalbreyer, un joven prometedor, de veinte y nueve años de edad, entró en el servicio de los señores Veitch como un recolector de plantas en 1876, y su primer viaje fue a la costa oeste de África en busca de plantas con flores y follaje tropical, muy popular en ese momento ".

## África occidental
Kalbreyer partió de Liverpool en noviembre de 1876 y llegó a la isla de Fernando Poo en el Golfo de Guinea en Nochebuena antes de viajar a Limbe en Camerún una semana después. Sus viajes lo llevaron a la vecina del sur Nigeria, incluyendo la exploración de la zonas costeras de todo Calabar y Bonny, así como las montañas de Camerún y la cuenca del río Sanaga. En ese tiempo, el viaje en la región era difícil, y, debido a la hostilidad de los comerciantes nativos, los extranjeros eran incapaces de penetrar profundamente en el país.
En Victoria, Kalbreyer se reunió con Rev. George Thomson, un bautista misionero y recolector de plantas aficionado, quien le ayudó en sus expediciones de recolección de plantas.
En julio de 1877, después de sufrir de frecuentes ataques de malaria, la salud de Kalbreyer se deterioró y regresó a Inglaterra, llevando consigo una pequeña colección de plantas y semillas, incluidas Adenorandia kalbreyeri (originalmente conocida como "Gardenia kalbreyeri"), cinco especies de Mussaenda (una planta con flores en la familia Rubiaceae) y dos nuevas orquídeas: Brachycorythis kalbreyeri, una especie terrestre nombrada por Reichenbach en honor a su descubridor, y Pachystoma thomsonianum, una epífita, nombrado, a petición de Kalbreyer, en honor a George Thomson. Él también trajo semillas de Pararistolochia promissa que fue criada con éxito en Chelsea - esto fue descrito por Masters como "uno de los más extraordinarios miembros de un género extraordinario". Las flores se extienden en tres colas, que a veces alcanzan una longitud de 2 metros.

## Colombia
Después de la decepción de la primera expedición de Kalbreyer, Harry Veitch decidió enviar Kalbreyer a Colombia, "donde el clima es delicioso en las tierras altas y de montañas en laderas, aunque en las tierras bajas y en la costa casi es tan caliente como en partes de África" . Kalbreyer partió en octubre de 1877 y recolectó en la Cordillera Oriental cerca de Ocaña, donde recogió principalmente varias especies de Odontoglossum, incluyendo Odontoglossum nobile y 0. spectatissimum.
En febrero de 1878 dejó Ocaña para volver a Inglaterra, viajando por el río Magdalena hasta la costa en Barranquilla. Debido al bajo calado del río, el paso a la costa era difícil y el viaje (normalmente entre siete y diez días) requiere casi un mes. Kalbreyer finalmente llegó a Inglaterra a finales de abril, aunque más de la mitad de su colección era inutilizable.
Regresó a Ocaña en julio de 1878, y de nuevo se dirigió a la Cordillera Oriental, a través de las ciudades de San Pedro, Salazar y Pamplona. Una vez más, recogió algunas formas extraordinarias de Odontoglossum incluyendo 0. tripudians, 0. crocidipterum y el raro 0. blandum junto con especies afines, como Oncidium hastilabium y Otoglossum chiriquense. Tras el envío de varias partidas de orquídeas de vuelta a Chelsea, Kalbreyer regresó a Inglaterra, llevando consigo una gran colección de orquídeas. Kalbreyer fue descrito como un "coleccionista particular de conciencia" que siempre escribió extensos informes sobre los hábitats de las plantas que coleccionaba. Fue elogiado por su "embalaje prudente y cuidadoso de la superintendencia del transporte" de la escasa Odontoglossum blandum, llegaron todos a Chelsea en buenas condiciones.
En septiembre de 1879, de nuevo salió de Inglaterra para Colombia, en esta ocasión de viajar por el río Magdalena a la Cordillera Central y la Cordillera Occidental, y por el oeste hasta el río Atrato. De acuerdo con el relato de Hortus Veitchii, "al pasar de la cuenca del Atrato hasta las llanuras, fue particularmente impresionado por la riqueza de la vegetación", especialmente las exuberantes palmeras, de la que recoge ejemplares de más de 100 especies. Aquí también recogió muestras del gigante arum, Anthurium veitchii, con hojas de más de 2 metros de largo, que había sido descubierto por un empleado anterior de Veitch, Gustav Wallis en 1874. En esta expedición, Kalbreyer viajó por toda la provincia de Antioquia pasando por las poblaciones de Rionegro, Medellín, Santa Fe de Antioquia, Sopetrán, Frontino, Amalfi, Concordia y muchos otros - en el camino, recogió más orquídeas, incluyendo Odontoglossum sceptrum, Miltonia vexillaria, Cattleya aurea, Phragmipedium longifolium, P. schlimii alba, y varias especies de Masdevallia.
Tras el envío de varias partidas de orquídeas a Chelsea, Kalbreyer regresó a Inglaterra en septiembre de 1880, llevando consigo muchas plantas vivas y unas 360 especies de helechos secos, entre ellos dieciocho nuevos descubrimientos. Estos fueron descritos por John Gilbert Baker, en el Journal of Botany en julio de 1881.
El último viaje de Kalbreyer como recolector de plantas comenzó en diciembre de 1880; en esta ocasión nuevamente a Ocaña, a donde llegó en enero de 1881, rápidamente enviando a casa un lote adicional de orquídeas. Dejando Ocaña al final del mes, se fue hacia el sur hasta Cundinamarca y Bogotá, en el altiplano de la Cordillera Oriental. En este lugar había recaudado más orquídeas, especialmente Odontoglossum crispum, que él trajo a salvo a Inglaterra en junio de 1881.
Después de su regreso a Inglaterra en 1881, su compromiso con Veitch terminó, y después de una corta estancia regresó a Colombia, donde estableció un negocio en Bogotá como un vivero y exportador de orquídeas siguió enviando lo que encuentra interesante de nuevo a Veitch Viveros.

## Honores

### Eponimia
Géneros
- Kalbreyera, fue nombrado en su honor, pero la única especie del género ha sido reclasificada como Geonoma triandra (Burret) Wess.Boer.[9]

- (Acanthaceae), Kalbreyeriella  (Lindau) , de Colombia y Ecuador también fue nombrado en su honor.[10]

Muchas especies llevan el nombre de Kalbreyer, incluyendo
- Adenorandia kalbreyeri (Hiern) [11]
- Cyathea kalbreyeri (Baker) [12]
- Columnea kalbreyeriana  (Mast.) [13]
- Cryosophila kalbreyeri  (Dammer ex Burret) [14]
- Dennstaedtia kalbreyeri  (Maxon) [15]
- Masdevallia kalbreyeri  (Rchb.f. ex Kraenzl.) [16]
- Maxillaria kalbreyeri  (Rchb.f.) [17]
- Paphinia rugosa var. kalbreyeri  (Rchb.f.) [18]
- Spathiphyllum kalbreyeri  (Maxon) [19]
- Wettinia kalbreyeri  (Burret) [20]

- La abreviatura «Kalbreyer» se emplea para indicar a Guillermo Kalbreyer como autoridad en la descripción y clasificación científica de los vegetales.[21]